# Tomislav Piplica
Tomislav Piplica (Bugojno, 5 april 1969) is een gewezen Kroatisch profvoetballer uit Bosnië en Herzegovina die speelde als doelman gedurende zijn carrière. Hij beëindigde zijn loopbaan in 2009 bij de Duitse club Energie Cottbus. Piplica speelde eerder clubvoetbal in onder meer Kroatië.

## Interlandcarrière
Piplica kwam – inclusief officieuze wedstrijden – in totaal negen keer uit voor het voetbalelftal van Bosnië en Herzegovina in de periode 2001–2002. Onder leiding van bondscoach Drago Smajlović maakte hij zijn debuut op zaterdag 24 maart 2001 in de WK-kwalificatiewedstrijd tegen Oostenrijk (1-1) in Sarajevo.